# ریشار ویرنک
ریشار ویرنک (زاده ۱۹ نوامبر ۱۹۶۹) رکابزن حرفه‌ای سابق اهل فرانسه است که در رشتهٔ دوچرخه‌سواری جاده فعالیت می‌کرد. او توانست هفت بار فاتح رده‌بندی کوهستان تور دو فرانس شود و در این عنوان، رکورددار است. ویرنک به دلیل شخصیت پسرانه و فرارهای تنها و بلند خود، یکی از محبوب‌ترین رکابزنان فرانسوی بود.
ویرنک دو بار روی یکی از سکوهای سه‌گانهٔ تور ایستاد و در چند مرحله پیروز شد. 

## کودکی
ویرنک با والدین و خواهر و برادر خود در شهرستان ایسبا در کازابلانکا زندگی می‌کرد. پدرش مدیر یک کارخانهٔ تایرسازی بود. ویرنک نخستین بار پیرامون باغ خانهٔ خودشان دوچرخه‌سواری می‌کرد. او معمولاً به جای مدرسه، برای ماهی‌گیری به ساحل می‌رفت.
در سال ۱۹۷۹ خانواده به شهری نزدیک کوت دازور مهاجرت کردند. در آنجا پدرش نتوانست شغل مناسبی بیابد و رابطهٔ والدین ویرنک به هم خورد. آنان پس از مدت کوتاهی از هم جدا شدند و ویرنک به گفتهٔ خودش ویران شد.
ویرنک دیگر نمی‌توانست در مدرسه بماند و آن را ترک کرد تا به لوله‌کشی اشتغال یابد.

## آغاز فعالیت
ویرنک به صورت ناگهانی به مسابقات دوچرخه‌سواری علاقه‌مند نشد. برادرش دوچرخه‌سواری می‌کرد، مجالات تخصصی را می‌خواند و تور دو فرانس را در تلویزیون تماشا می‌کرد.
او از ۱۳ سالگی برای باشگاه دوچرخه‌سواری ایروا رکاب می‌زد و به تشویق پدربزرگش، نخستین گواهینامهٔ خود را از فدراسیون دوچرخه‌سواری فرانسه دریافت کرد. به گفتهٔ خودش از ابتدا می‌دانست که می‌تواند به‌خوبی سربالایی‌ها را طی کند.
نخستین پیروزی او در مسابقه‌ای در نزدیکی لولت دو ور به دست آمد که او و یک رکابزن دیگر، یک دور از سایر رکابزنان پیش‌افتادند. سپس خدمت سربازی خود را در گردان ارتش در ژوان‌ویل پاریس (که معمولاً ورزشکاران مستعد به آنجا فرستاده می‌شدند) گذراند.
در سال ۱۹۹۰ ویرنک رتبهٔ هشتم مسابقات قهرمانی جادهٔ جهان در اوتسونومیا، توچیگی ژاپن را به دست آورد و رئیس تیم حرفه‌ای ارام‌او را تحت تأثیر قرار داد تا قراردادی را به ویرنک پیشنهاد کند.

## فعالیت حرفه‌ای
ویرنک در سال ۱۹۹۱ حرفه‌ای شد و نخستین بار در سال ۱۹۹۲ در تور دو فرانس شرکت کرد. به گفتهٔ خودش تنها آرزوی او داشتن توانایی دنبال کردن بهترین‌ها از جمله کلودیو کاپوچی، میگل ایندوراین، گرگ لوموند و تیری کلاویرولا در مسیرهای کوهستانی بود. در روز سوم پس از فراری طولانی با دو رکابزن دیگر، پیراهن طلایی را به دست آورد. هرچند که آن را در روز بعد از دست داد. در پایان مسابقه ویرنک در رتبهٔ دوم رده‌بندی کوهستان ایستاد.
پس از پایان تور، تیم‌های گوناگونی به دنبال ویرنک بودند و سیریل گیمار تلاش کرد او را به تیم خود، کاستوراما ببرد تا جانشین لوران فینیون شود. ولی ویرنک به یک تیم فرانسوی دیگر به نام فستینا رفت و تا آغاز رسوایی دوپینگ که به انحلال تیم انجامید، در فستینا ماند.
ویرنک پیراهن طلایی تور دو فرانس را آخرین بار در تور ۲۰۰۳ به تن کرد. در آن دوره، برندهٔ مرحلهٔ مورزین شد و پیراهن طلایی را در سربالایی آلپ دوئز به تن کرد.
ویرنک سربالایی‌رو توانمندی بود؛ ولی تواناییش در تایم تریل متوسط بود. ژانی لونگو و همسرش مربی تایم تریل او بودند.